# Al-Àfdal ibn Abi-l-Fidà
Al-Màlik al-Àfdal Muhàmmad ibn Abi-l-Fidà Imad-ad-Din Ismaïl —àrab: الملك الأفضل محمد بن عماد الدين إسماعيل, al-Malik al-Afḍal Muḥammad b. ʿImād ad-Dīn Ismāʿīl—, més conegut simplement com a al-Àfdal ibn Abi-l-Fidà o al-Àfdal, fou el darrer emir aiúbida de Hamat, a Síria, del 1332 al 1341. Va succeir el seu pare Abu-l-Fidà que havia estat restaurat al principat pels mamelucs. Va governar sota autoritat dels sultans mamelucs, amb autonomia local però sense gaire poder decisori.
El sultà mameluc va decidir deposar-lo el 1341 i va annexionar-se el principat.